# Esquí de fons als Jocs Olímpics d'hivern de 1984
Als Jocs Olímpics d'Hivern de 1984 celebrats a la ciutat de Sarajevo (Iugoslàvia) es disputaren vuit proves d'esquí de fons, quatre en categoria masculina i quatre més en categoria femenina. En aquesta edició debutà la prova femenina dels 20 quilòmetres.
Les proves es realitzaren entre els dies 9 i 19 de febrer de 1984 a les instal·lacions esportives d'Igman, Veliko Polje. Hi participaren un total de 179 esquiadors, entre ells 114 homes i 65 dones, de 34 comitès nacionals diferents.

## Resum de medalles

### Categoria masculina
| Prova                   | Or                                                                 | Argent                                                                                    | Bronze                                                                 |
| 15 km Detalls           | Gunde Svan                                                         | Aki Karvonen                                                                              | Harri Kirvesniemi                                                      |
| 30 km Detalls           | Nikolay Zimyatov                                                   | Alexander Zavyalov                                                                        | Gunde Svan                                                             |
| 50 km Detalls           | Thomas Wassberg                                                    | Gunde Svan                                                                                | Aki Karvonen                                                           |
| 4x10 km relleus Detalls | SuèciaThomas Wassberg · Benny Kohlberg · Jan Ottosson · Gunde Svan | Unió SovièticaAlexander Batyuk · Alexander Zavyalov · Vladimir Nikitin · Nikolay Zimyatov | FinlàndiaKari Ristanen · Juha Mieto · Harri Kirvesniemi · Aki Karvonen |

### Categoria femenina
| Prova                  | Or                                                                         | Argent                                                                           | Bronze                                                                               |
| 5 km Detalls           | Marja-Liisa Hämäläinen                                                     | Berit Aunli                                                                      | Květa Jeriová                                                                        |
| 10 km Detalls          | Marja-Liisa Hämäläinen                                                     | Raïssa Smetànina                                                                 | Britt Pettersen                                                                      |
| 20 km Detalls          | Marja-Liisa Hämäläinen                                                     | Raïssa Smetànina                                                                 | Anne Jahren                                                                          |
| 4x5 km relleus Detalls | NoruegaInger Helene Nybråten · Anne Jahren · Britt Pettersen · Berit Aunli | TxecoslovàquiaDagmar Švubová · Blanka Paulů · Gabriela Svobodová · Květa Jeriová | FinlàndiaPirkko Määttä · Eija Hyytiäinen · Marjo Matikainen · Marja-Liisa Hämäläinen |

## Medaller
| Posició | País           | Or | Argent | Bronze | Total |
| 1       | Finlàndia      | 3  | 1      | 4      | 8     |
| 2       | Suècia         | 3  | 1      | 1      | 5     |
| 3       | Unió Soviètica | 1  | 4      | 0      | 5     |
| 4       | Noruega        | 1  | 1      | 2      | 4     |
| 5       | Txecoslovàquia | 0  | 1      | 1      | 2     |
|         |                |    |        |        |       |
| Total   | Total          | 8  | 8      | 8      | 24    |